# Мінімальна поверхня Бура

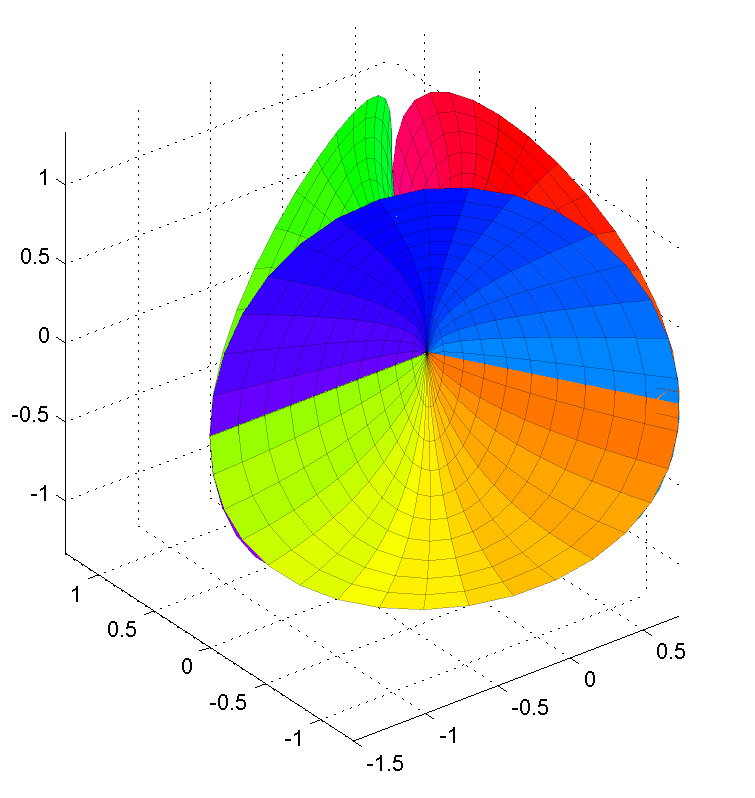
Поверхня Бура.

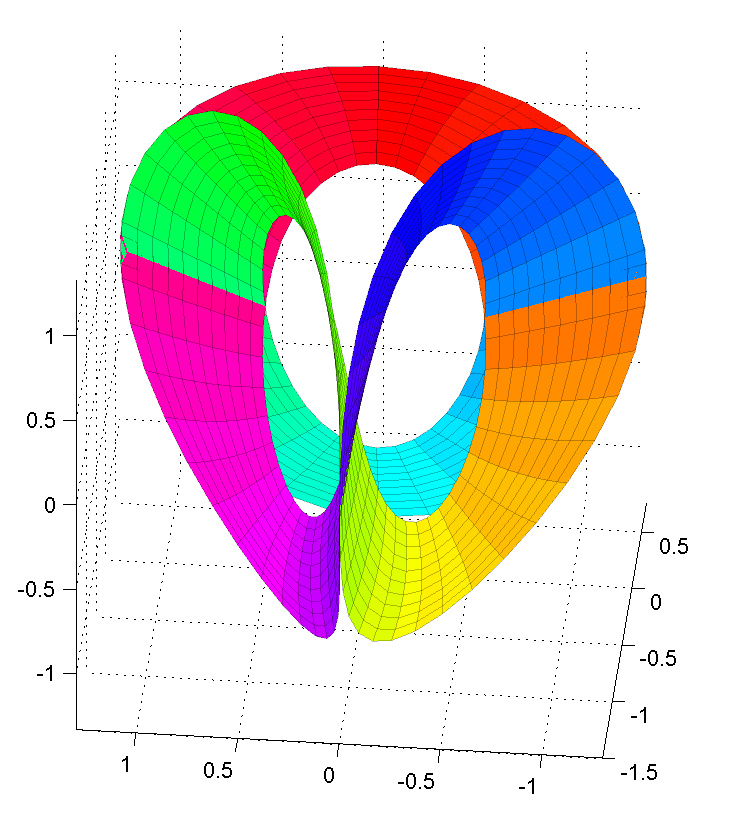
Поверхня Бура, за винятком точок з r < 0,5, для чіткішої ілюстрації самоперетинів

У математиці мінімальна поверхня Бура — це двовимірна мінімальна поверхня, вбудована за допомогою самопереходів у тривимірний евклідів простір. Названа на честь Едмона Бура, чия робота над мінімальними поверхнями принесла йому премію з математики Французької академії наук у 1861 році.

## Опис
Поверхня Бура перетинає себе на трьох копланарних променях, що зустрічаються під однаковими кутами в початку простору. Промені ділять поверхню на шість листів, топологічно еквівалентних півплощинам; три аркуші лежать у півпросторі над площиною променів, а три — нижче. Чотири аркуші дотикаються вздовж кожного променя.

## Рівняння
Точки на поверхні можуть бути параметризовані в полярних координатах парою чисел (r, θ). Кожна така пара відповідає точці в трьох вимірах відповідно до параметричних рівнянь{\displaystyle {\begin{aligned}x(r,\theta )&=r\cos(\theta )-{\tfrac {1}{2}}r^{2}\cos(2\theta )\\y(r,\theta )&=-r\sin(\theta )(r\cos(\theta )+1)\\z(r,\theta )&={\tfrac {4}{3}}r^{3/2}\cos \left({\tfrac {3}{2}}\theta \right).\end{aligned}}}Поверхня також може бути виражена як розв'язок поліноміального рівняння 16-го порядку в декартових координатах тривимірного простору.

## Властивості
Параметризація Вейєрштрасса — Еннепера, метод перетворення певних пар функцій над комплексними числами на мінімальні поверхні, дозволяє записати цю поверхню двома функціями {\displaystyle f(z)=1,g(z)={\sqrt {z}}} . Бур довів, що поверхні в цьому сімействі розгортаються в поверхню обертання.